# Arquidiócesis de Regio de Calabria-Bova
La arquidiócesis de Regio de Calabria-Bova (en latín: Archidioecesis Rheginensis-Bovensis y en italiano: Arcidiocesi di Reggio Calabria-Bova) es una circunscripción eclesiástica de la Iglesia católica en Italia. Se trata de una arquidiócesis latina, sede metropolitana de la provincia eclesiástica de Regio de Calabria-Bova. Desde el 20 de marzo de 2021 su arzobispo es Fortunato Morrone.

## Territorio y organización

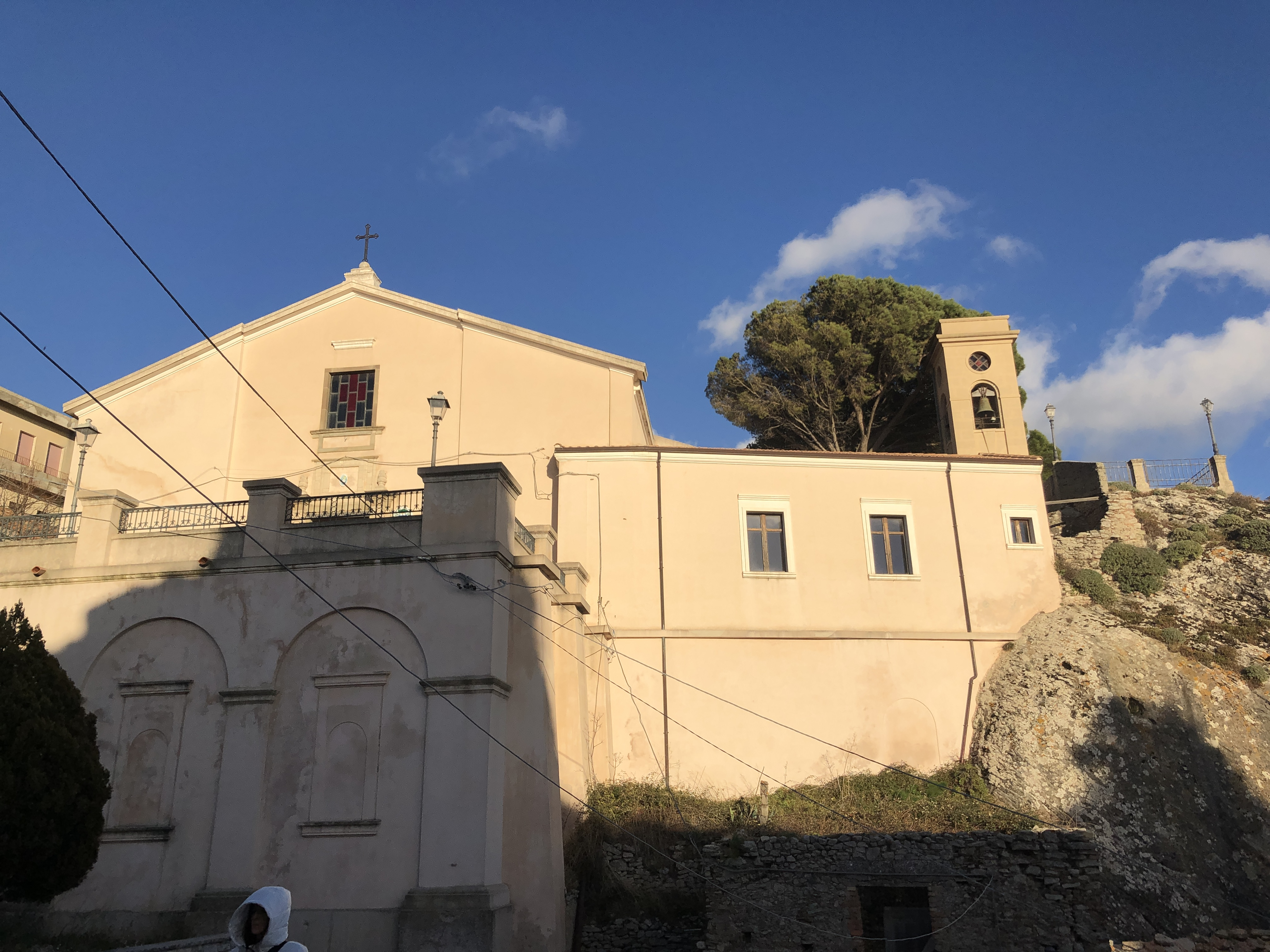
Concatedral de la Virgen de la Presentación, en Bova

La arquidiócesis tiene 1004 km² y extiende su jurisdicción sobre los fieles católicos de rito latino residentes en 25 comunas de la ciudad metropolitana de Regio de Calabria en la región de Calabria: Bagaladi, Bagnara Calabra, Bova, Bova Marina, Brancaleone, Calanna, Campo Calabro, Cardeto, Condofuri, Fiumara, Laganadi, Melito di Porto Salvo, Montebello Ionico, Motta San Giovanni, Palizzi, Reggio Calabria, Roccaforte del Greco, Roghudi, San Lorenzo, San Roberto, Sant'Alessio in Aspromonte, Santo Stefano in Aspromonte, Scilla, Staiti y Villa San Giovanni.

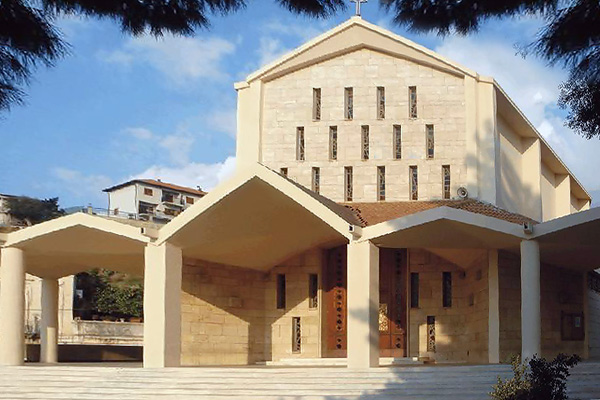
Basílica de la Ermita, en Regio de Calabria

La sede de la arquidiócesis se encuentra en la ciudad de Regio de Calabria, en donde se halla la Catedral basílica de Santa María Asunta y la basílica de la Ermita. En Bova se halla la Concatedral de la Virgen de la Presentación.

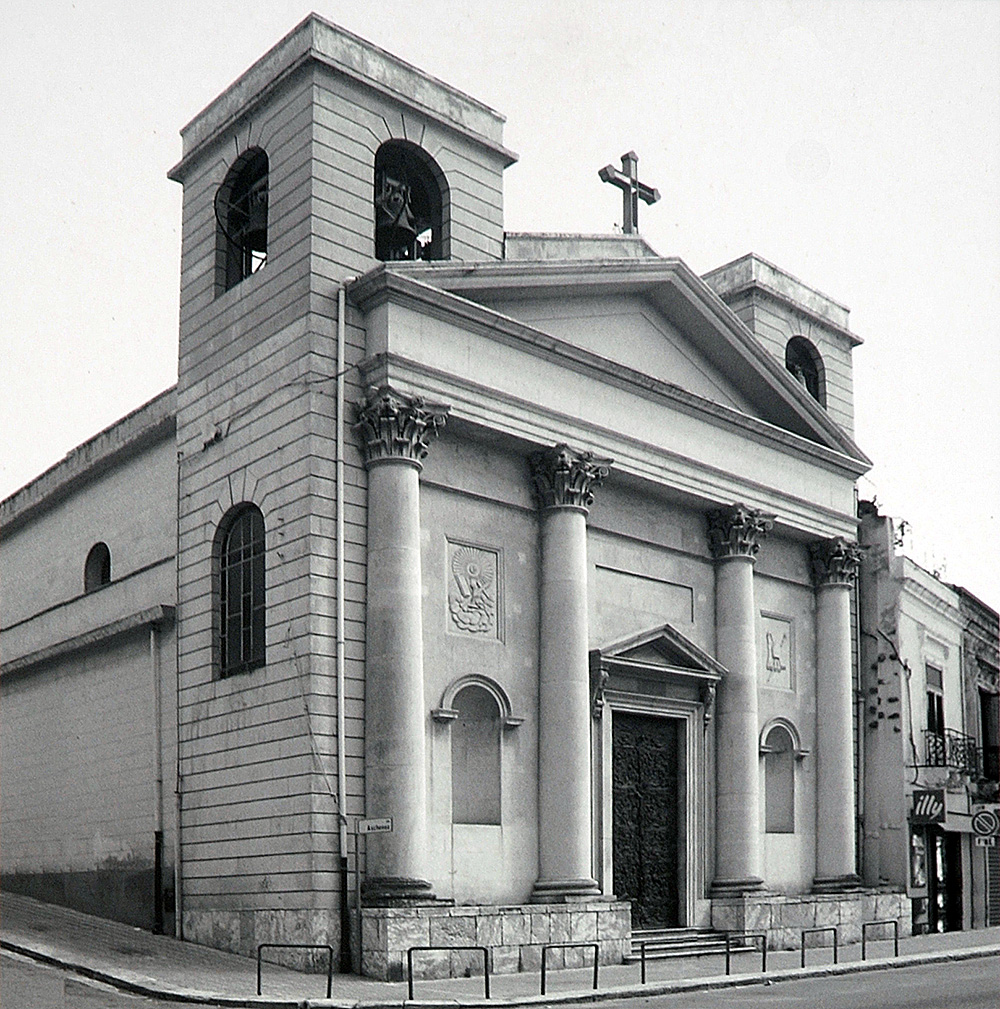
Iglesia de Santa Maria della Cattolica dei Greci, en Regio de Calabria

La arquidiócesis tiene como sufragáneas a las diócesis de Locri-Gerace, Mileto-Nicotera-Tropea y Oppido Mamertina-Palmi.

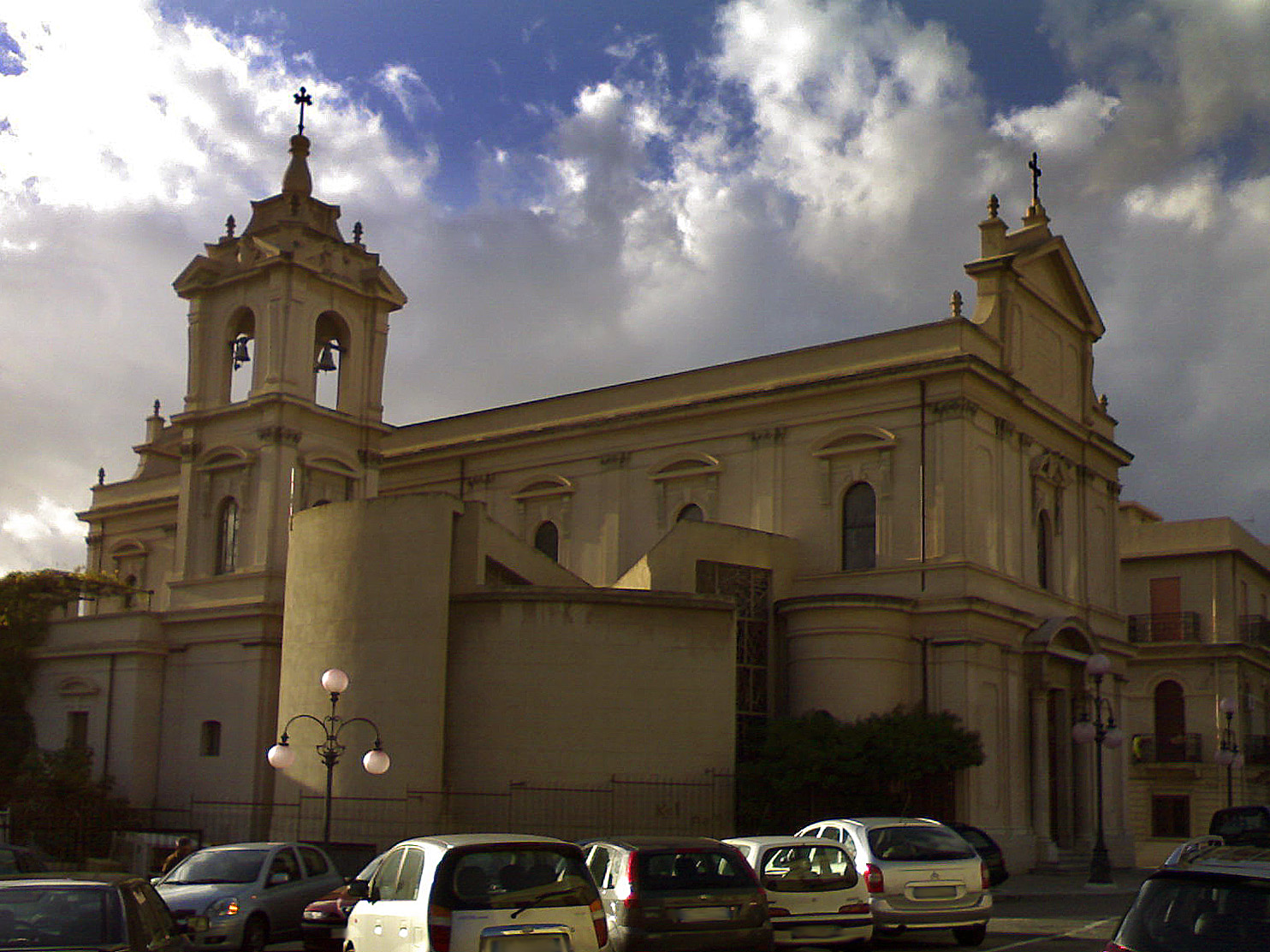
Iglesia de San Sebastián Mártir del Crocifijo, en Regio de Calabria

En 2022 en la arquidiócesis existían 120 parroquias agrupadas en 11 vicarías: Reggio centro, Reggio sud, Reggio nord, Bagnara-Scilla, Bova, Gallico-Catona, Melito Porto Salvo, Pellaro, Sant'Agata, Valanidi y Villa San Giovanni.

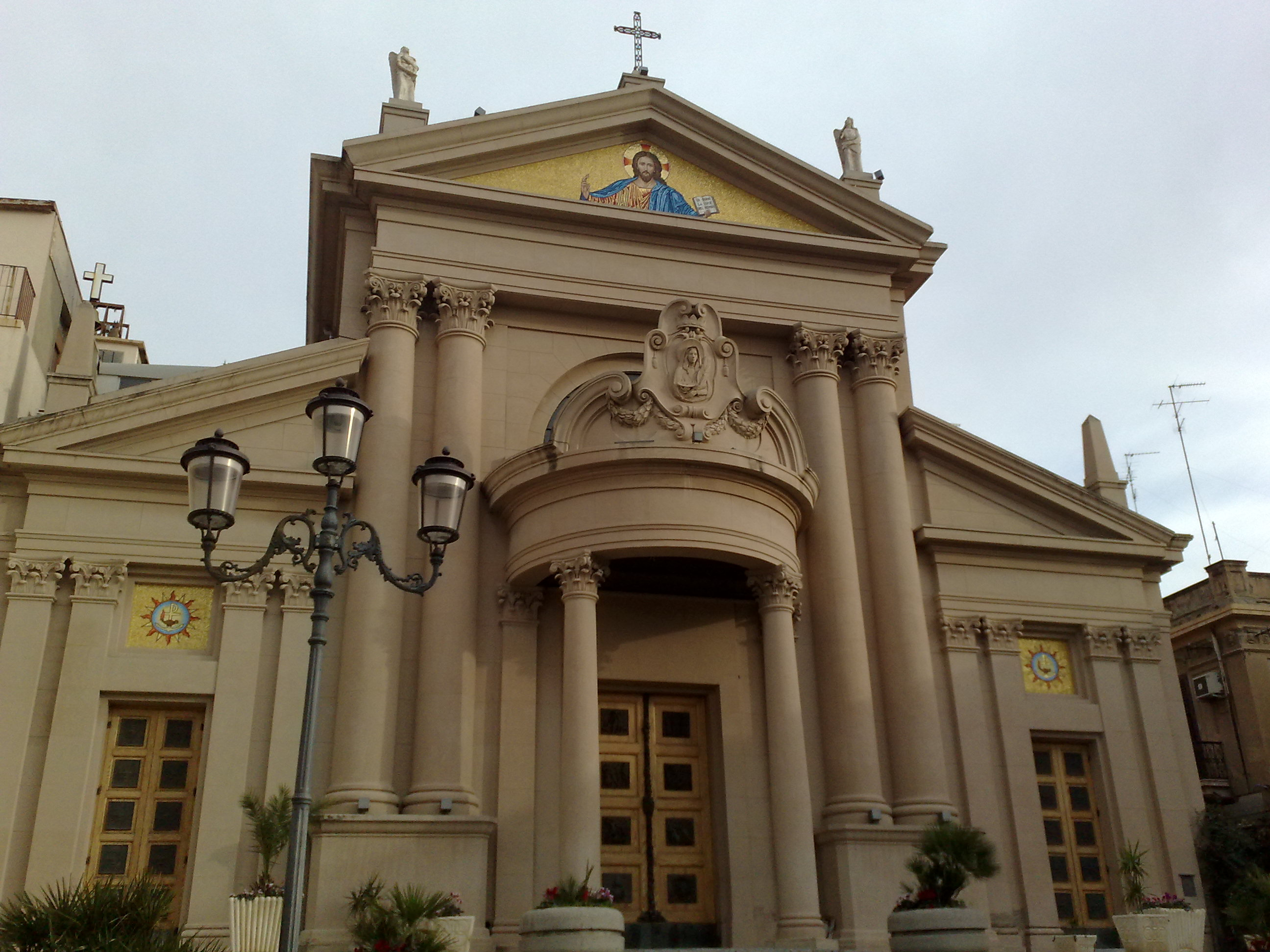
Iglesia de Santa Lucía, en Regio de Calabria

La iglesia catedral está dedicada a María Santísima Asunta al Cielo; la fiesta de la advocación se celebra el 2 de septiembre. Por decreto de la Sagrada Congregación de Ritos del 26 de agosto de 1752, María Santísima Madre de la Consolación fue declarada patrona de la ciudad, y se celebra el martes siguiente al segundo sábado de septiembre. El copatrono de la ciudad es san Jorge Mártir, celebrado el 23 de abril.

## Historia

### Arquidiócesis de Regio de Calabria

#### Era antigua y bizantina
La arquidiócesis de Regio tiene sus raíces en la predicación del apóstol Pablo en el año 61. Según el relato de los Hechos de los Apóstoles (28,13), en su viaje a Roma, Pablo, después de haber zarpado de Siracusa, desembarcó en Regio, donde pasó la noche antes de partir al día siguiente. Según la tradición, Pablo tuvo tiempo de predicar el Evangelio y convertir a muchos a la nueva fe: dejó a uno de sus compañeros de viaje, Esteban de Nicea, como su primer obispo, junto con Suera, a la naciente comunidad. La liturgia celebra estos acontecimientos el 21 de mayo y el 5 de julio.
Regio se convirtió así en el centro de difusión del Evangelio en toda Calabria, como subrayó el papa Juan Pablo II en el discurso pronunciado el 7 de octubre de 1984: «Al tocar el suelo de esta ciudad, siento una viva emoción considerando que hace casi dos mil años, Pablo de Tarso, y que aquí el apóstol del pueblo encendió la primera antorcha de la fe cristiana: desde aquí el cristianismo inició su camino en tierras calabresas, expandiéndose en todas direcciones, tanto hacia la costa jónica como hacia el Tirreno".
El primer obispo históricamente documentado fue Lucio, al que siguió Bonifacio, destinatario de varias cartas de Gregorio el Grande. De estos se sabe: que la diócesis de Carini en Sicilia, en estado de abandono, fue entregada bajo administración a Bonifacio (septiembre de 595); que el patrimonio eclesiástico de la Iglesia de Roma en Calabria estaba gestionado por el notario Pietro (591-594) y por el archidiácono Sabino (599); que la sede de Regio tenía cierta preeminencia sobre las otras iglesias de Calabria, sin ser mencionada todavía como sede metropolitana.
A partir del año 536 la ciudad fue ocupada por los bizantinos y la comunidad cristiana pasó progresivamente del rito latino al rito griego. Desde la primera mitad del siglo VIII las diócesis bizantinas del sur de Italia fueron retiradas del patriarcado de Roma e incluidas en el patriarcado de Constantinopla. Es en este contexto que Regio fue elevadA primero al rango de arquidiócesis y luego de sede metropolitana, como lo documenta la Notitiae Episcopatuum del patriarcado a partir del siglo IX.
Según la Notitia escrita en tiempos del emperador León VI el Sabio (886-912) y que data de principios del siglo X (hacia 901-902), dependían de Regio las siguientes sufragáneas: Vibona, Tauriana, Locri, Rossano, Squillace, Tropea, Amantea, Crotona, Cosenza, Nicotera, Bisignano y Nicastro. Sin embargo, ya a finales del siglo X, con la fundación de la sede metropolitana de Salerno (de rito latino), los Provinciali romanos y una bula del papa Juan XV en 994 asignaron a la sede de Campania las diócesis de Bisignano y Cosenza. Esto es un indicio del conflicto jurisdiccional entre los dos patriarcados de Roma y Constantinopla, que se produjo especialmente en el norte de Calabria.

#### El segundo milenio
Con la conquista normanda de la región (siglo XI), todas las iglesias volvieron a depender de la Iglesia de Roma. En este contexto, en el siglo XI Regio cedió algunos territorios para la erección de las nuevas diócesis normandas de Bova y Oppido, que se convirtieron en sufragáneas de Regio junto con Cassano y Martirano. La transición de la dominación bizantina a la normanda y de la obediencia constantinopolitana a la romana no fue pacífica para Regio. El último metropolitano griego, Basilio, no logró tomar posesión de su sede y comenzó una campaña de denigración del papa y de los nuevos conquistadores, amplificada por la gravedad de las relaciones entre los dos patriarcados después del cisma de 1054.
Gregorio VII en 1081 y Alejandro III en 1165 reconocieron los derechos de Regio como sede metropolitana de Calabria, con los mismos antiguos obispados sufragáneos. También se reconocieron derechos metropolitanos a la arquidiócesis de Santa Severina hasta 1952, cuando la Santa Sede suprimió su jurisdicción transfiriendo la diócesis sufragánea de Cariati a Regio como única sede metropolitana de Calabria. En la misma década de 1080 se introdujo el rito romano en Regio.
En el Concilio de Trento participó, entre otros, el arzobispo Gaspare Ricciulli Del Fosso (1560-1592), quien pronunció el discurso de apertura de la tercera sesión del concilio. Al regresar a su sede, se dedicó a la implementación de los decretos de reforma aprobados en Trento, mediante la fundación del seminario en 1565, una serie de sínodos diocesanos y provinciales y el establecimiento del monte de piedad. Su sucesor Annibale D'Afflitto (1593-1638) continuó la obra de Del Fosso: realizó ocho visitas pastorales a la diócesis y celebró diecisiete sínodos diocesanos y uno provincial: «Su labor pastoral fue comparada con la de San Carlos Borromeo para la archidiócesis de Milán. Sus virtudes humanas y cristianas fueron ejemplares, hasta el punto de que indujeron a sus contemporáneos a iniciar un proceso para su canonización, que nunca llegó a buen puerto».
En 1730 y 1751, el arzobispo Domingo Polou celebró el primer y segundo sínodo diocesano de la Iglesia de Regio.
La reforma de los distritos eclesiásticos del Reino de las Dos Sicilias implementada el 27 de junio de 1818 mediante la bula De utiliori del papa Pío VII no supuso cambios sustanciales en la provincia eclesiástica de Regio. Se confirmaron los sufragáneos de Bova, Catanzaro, Crotona, Gerace, Nicastro, Oppido, Squillace, Cassano, Nicotera y Tropea (unida aeque principaliter).
En el siglo XX el arzobispo Enrico Montalbetti fundó en 1933 el "Seminario Regional Pontificio de Pío XI". Único entre los obispos italianos, murió bajo el bombardeo aliado de la ciudad el 31 de enero de 1943.
El 10 de junio de 1979 la arquidiócesis adquirió la parroquia de Ceramida (comuna de Bagnara Calabra) de la diócesis de Mileto mediante el decreto Quo aptius. Al año siguiente, el 20 de enero, la parroquia de Covala (comuna de Sant'Eufemia d'Aspromonte) pasó también de la diócesis de Oppido Mamertina-Palmi a la de Regio mediante el decreto Concrediti gregis.
El 6 de marzo de 1980, mediante el breve Cum Rheginensis Ecclesia del papa Juan Pablo II, el apóstol san Pablo fue confirmado como patrono principal de la arquidiócesis, mientras que san Esteban de Nicea fue confirmado como patrono secundario.

### Diócesis de Bova
La diócesis de Bova aparece por primera vez en el siglo XI y siempre fue sufragánea de la arquidiócesis de Regio de Calabria como lo demuestra la bula Sicut in humanis del papa Alejandro III del 19 de noviembre de 1165 y el De utiliori del papa Pío VII de 27 de junio de 1818.
El origen de la diócesis es incierto, remontándose probablemente a la época bizantina. De hecho, el primer obispo del que hay noticias es Luca, que aparece en un diploma del año 1094. Quedan el testamento y algunas cartas de este obispo, documentos publicados por primera vez en 1960, de los que se puede deducir que Luca fue, en un período determinado, "administrador de la gran sede metropolitana de Regio" en el contexto de la disputa que enfrentó a Basilio, último metropolitano griego de Regio, y los normandos. Esto llevaría a pensar que Luca ya había ocupado la sede de Bova desde los años 1170 y que era un obispo griego, al que se le había encomendado la tarea de velar por los fieles griegos en Aspromonte y Regio.
No se conocen otros obispos de Bova hasta la primera mitad del siglo XIII, cuando aparecieron los obispos Stefano en 1222 y Arsenio en 1227. Pero sólo a partir de mediados del siglo XIV la cronología episcopal se vuelve más continua y completa.
A pesar de la llegada de los normandos y la imposición del rito latino en casi todas partes de Calabria, el rito greco-bizantino permaneció hasta el siglo XVI y sólo en 1573 fue suprimido por el obispo Giulio Stauriano. Sin embargo, en las zonas internas y montañosas de la diócesis, el rito griego permaneció durante mucho tiempo.
En el territorio de Bova había muchos monasterios griegos como San Leone, San Pantaleone, Santa Maria di Tridetti, San Nicola di Africo y otros.
En el siglo XIX la diócesis incluía las siguientes ciudades: Bova, Amendolea, Condofuri, Gallicianò, Roghudi y Roccaforte en la parte occidental; Africo, Palizzi, Pietrapennata, Staiti y Brancaleone en la parte oriental.
El 12 de marzo de 1941, Enrico Montalbetti, exarzobispo de Regio de Calabria, fue nombrado también obispo de Bova, uniendo así las dos sedes in persona episcopi. Esta primera unión duró hasta 1960, pero luego se restableció en 1973 con el obispo Giovanni Ferr.
En 1959 el territorio de la parroquia de Casalnuovo, simultáneamente suprimida, fue separado de la diócesis de Gerace-Locri y anexado al territorio de la parroquia de Africo Vecchio, en la diócesis de Bova mediante el decreto De mutatione finium dioecesium. Sin embargo, la comuna de Africo fue posteriormente retirada de la diócesis de Bova e incorporada a la diócesis de Gerace-Locri.
El santo patrón de Bova es san León, un monje griego, natural de Bova según algunos o de Africo según otros. Las reliquias de san León se veneran en Bova en el santuario dedicado a él. La iglesia concatedral está dedicada a Santa Maria dell'Isodia.
En el momento de la unión con Regio de Calabria en 1986, la diócesis de Bova incluía 17 parroquias en los municipios de Bova (2), Bova Marina, Brancaleone (3), Condofuri (4), Palizzi (3), Roccaforte del Greco , Roghudi (2) y Staiti.

### Arquidiócesis de Regio de Calabria-Bova
El 30 de septiembre de 1986, con el decreto Instantibus votis de la Congregación para los Obispos, las dos sedes de Regio de Calabria y de Bova, ya unidas in persona episcopi desde 1973, fueron unidas con la fórmula plena unione y la nueva circunscripción eclesiástica asumió el nombre actual. Como resultado del mismo decreto, la catedral de Bova asumió el título de concatedral y san León pasó a ser copatrono del nuevo distrito diocesano.
Del 5 al 12 de junio de 1988, Regio de Calabria acogió el XXI Congreso Eucarístico Nacional Italiano, al que asistió como legado papal el cardenal Salvatore Pappalardo.
El 30 de enero de 2001 la Santa Sede dispuso la reorganización de las provincias eclesiásticas con la bula Maiori Christifidelium del papa Juan Pablo II, con la que las actuales sufragáneas fueron asignadas a la arquidiócesis de Regio de Calabria-Bova.

## Estadísticas
Según el Anuario Pontificio 2023 la arquidiócesis tenía a fines de 2022 un total de 275 000 fieles bautizados.
| Año                                                                             | Población            | Población | Población      | Sacerdotes | Sacerdotes    | Sacerdotes    | Bautizados por sacerdote | Diáconos permanentes | Religiosos | Religiosos | Parroquias |
| Año                                                                             | Bautizados católicos | Total     | % de católicos | Total      | Clero secular | Clero regular | Bautizados por sacerdote | Diáconos permanentes | Varones    | Mujeres    | Parroquias |
| ------------------------------------------------------------------------------- | -------------------- | --------- | -------------- | ---------- | ------------- | ------------- | ------------------------ | -------------------- | ---------- | ---------- | ---------- |
| Arquidiócesis de Regio de Calabria                                              |                      |           |                |            |               |               |                          |                      |            |            |            |
| 1949                                                                            | 211 900              | 212 476   | 99.7           | 201        | 167           | 34            | 1054                     |                      | 52         | 365        | 100        |
| 1969                                                                            | 230 471              | 231 218   | 99.7           | 210        | 151           | 59            | 1097                     |                      | 69         | 550        | 103        |
| 1980                                                                            | 245 000              | 247 000   | 99.2           | 201        | 146           | 55            | 1218                     |                      | 59         | 547        | 116        |
| Diócesis de Bova                                                                |                      |           |                |            |               |               |                          |                      |            |            |            |
| 1949                                                                            | 26 856               | 26 948    | 99.7           | 22         | 20            | 2             | 1220                     |                      | 3          | 34         | 17         |
| 1959                                                                            | 30 100               | 30 450    | 99.9           | 25         | 19            | 6             | 1204                     |                      | 8          | 33         | 18         |
| 1970                                                                            | 25 100               | 25 174    | 99.7           | 17         | 14            | 3             | 1476                     |                      | 3          | 46         | 19         |
| 1980                                                                            | 21 500               | 21 702    | 99.1           | 16         | 8             | 8             | 1343                     |                      | 9          | 27         | 19         |
| Arquidiócesis de Regio de Calabria-Bova                                         |                      |           |                |            |               |               |                          |                      |            |            |            |
| 1990                                                                            | 263 000              | 269 050   | 97.8           | 180        | 126           | 54            | 1461                     | 1                    | 57         | 625        | 135        |
| 1999                                                                            | 270 420              | 278 820   | 97.0           | 175        | 118           | 57            | 1545                     | 18                   | 66         | 601        | 136        |
| 2000                                                                            | 270 420              | 288 501   | 93.7           | 164        | 107           | 57            | 1648                     | 17                   | 66         | 601        | 136        |
| 2001                                                                            | 270 420              | 288 501   | 93.7           | 164        | 107           | 57            | 1648                     | 27                   | 66         | 601        | 136        |
| 2002                                                                            | 270 420              | 288 501   | 93.7           | 175        | 118           | 57            | 1545                     | 27                   | 73         | 601        | 136        |
| 2003                                                                            | 270 420              | 288 500   | 93.7           | 174        | 117           | 57            | 1554                     | 28                   | 75         | 598        | 136        |
| 2004                                                                            | 277 219              | 279 418   | 99.2           | 169        | 106           | 63            | 1640                     | 27                   | 78         | 601        | 121        |
| 2010                                                                            | 278 500              | 282 240   | 98.7           | 182        | 118           | 64            | 1530                     | 37                   | 70         | 324        | 119        |
| 2014                                                                            | 279 260              | 283 720   | 98.4           | 172        | 119           | 53            | 1623                     | 40                   | 61         | 324        | 119        |
| 2017                                                                            | 281 200              | 285 600   | 98.5           | 157        | 106           | 51            | 1791                     | 44                   | 55         | 322        | 119        |
| 2020                                                                            | 278 315              | 282 760   | 98.4           | 149        | 112           | 37            | 1867                     | 49                   | 45         | 322        | 120        |
| 2022                                                                            | 275 000              | 279 000   | 98.6           | 149        | 113           | 36            | 1845                     | 49                   | 44         | 322        | 120        |
| Fuente: Catholic-Hierarchy, que a su vez toma los datos del Anuario Pontificio. |                      |           |                |            |               |               |                          |                      |            |            |            |

## Episcopologio

### Sede de Regio de Calabria[nota 6]
- Esteban de Nicea (siglo I)
- Lucio † (antes de 592)
- Bonifacio † (antes de 592-después de 599)[2]
- Giovanni I † (mencionado en 649)
- Giovanni II † (antes de 680-después de 681)
- Cristoforo † (primera mitad del siglo VIII)
- Cirillo † (mitad circa del siglo VIII)[nota 7]
- Costantino † (mencionado en 787)
- Ipazio †[22]
- Giovanni III †[22]
- Leone I (o Leonzio) † (antes de 869-después de 886)[nota 8]
- Anónimo (Giovanni IV[22]) † (mencionado en 901)
- San Eusebio? †[nota 9]
- Stefano †[22]
- Leone II †[22]
- Doroteo †[22]
- Teofilatto † (mencionado en 976)
- Eusebio † (mencionado en 982)
- Anónimo † (mencionado en 1001)
- Nicomede † (mencionado en 1004)
- Leone Grammatico †[22]
- Nicola †[nota 10]
- Stefano † (antes de 1032-después de 1039)
- Giovanni V †[22]
  - Basilio † (circa 1078-?) (arzobispo electo)[nota 11]
- V. (Guglielmo) † (antes de 1082-después de 1086)[nota 12]
- Rangerio, O.S.B. † (circa 1090[nota 13]-después de marzo de 1096)
- Ruggero I † (antes de febrero de 1099-después de enero de 1111)[nota 14]
- Anónimo † (mencionado en 1112[nota 15] y en 1116)
- Rodolfo †[22][nota 16]
- Berardo † (?-1124 falleció)[nota 17]
- Guglielmo † (mencionado en 1131)
- Ruggero II † (antes de 1146-después de 1170)[23]
- Tommaso † (antes de 1179-después de noviembre de 1189)[24][nota 18]
- Guglielmo † (antes de octubre de 1190-7 de abril de 1199 falleció)[24]
- I. (Giacomo?) † (4 de julio de 1199-después de 1202)[24]
- Giraldo, O.Cist. † (antes de 1215-después de noviembre de 1216)[24]
- Landone di Anagni † (antes de julio de 1218[nota 19]-abril de 1232 nombrado arzobispo de Mesina)[24]
  - Sede vacante (1232-1234)
- R. (Rainaldo) † (9 de diciembre de 1234-después de 1235 falleció)[24]
  - Sede vacante[nota 20]
- Vernacio † (antes de abril de 1252-después de enero de 1255)[24]
- Giacomo di Castiglione † (6 de mayo de 1259-después del 24 de junio de 1277 falleció)[24]
  - Sede vacante (1277-1279)[nota 21]
- Gentile, O.F.M. † (9 de octubre de 1279-1307 falleció)
- Tommaso Ruffo † (7 de agosto de 1307-1316 falleció)
- Guglielmo Logoteta † (1317-circa 1320 falleció)
- Pietro, O.E.S.A. † (30 de abril de 1321-1328 falleció)
- Pietro de Galganis † (5 de octubre de 1328-29 de enero de 1354 nombrado arzobispo de Cosenza)
- Filippo Castigiol Morelli † (29 de enero de 1354-1364 falleció)
- Carlo de Comite Urso † (12 de febrero de 1364-? falleció)
- Tommaso della Porta † (19 de enero de 1372-1381)
- Giordano Ruffo † (1382-1404 falleció)
  - Jacopo † (1390-después de 1395) (antiobispo)
- Pietro Filomarini † (12 de agosto de 1404-1420 falleció)
  - Tommaso di Berengario † (23 de octubre de 1405-?) (antiobispo-administrador apostólico)
- Bartolomeo Gattola † (14 de noviembre de 1421-14 de octubre de 1426 nombrado arzobispo de Mesina)
- Gaspare Colonna † (10 de octubre de 1426-7 de enero de 1429 nombrado arzobispo de Benevento)
- Paolo di Segni † (4 de febrero de 1429-1440 depuesto)
- Guglielmo Logoteta † (18 de mayo de 1440-1449 falleció)
- Angelo de Grassis † (30 de abril de 1449-1453 falleció)
- Matteo (Antonio) Ricci † (4 de junio de 1453-1488 falleció)
- Marco Miroldi, O.P. † (4 de enero de 1491-1496 falleció)
- Pietro Isvalies † (18 de febrero de 1497-24 de julio de 1506 renunció)
- Francesco Isvalies † (24 de julio de 1506-1512 falleció)
- Roberto Latino Orsini † (23 de julio de 1512-1520 renunció)
  - Agostino Trivulzio † (24 de agosto de 1520-1 de octubre de 1520 renunció) (administrador apostólico)
  - Pietro Trivulzio † (1 de octubre de 1520-1523 renunció) (administrador apostólico)
- Agostino Trivulzio † (26 de noviembre de 1523-1529 renunció)
- Girolamo Centelles † (16 de julio de 1529-1535 renunció)
  - Agostino Trivulzio † (1535-1537) (administrador apostólico)
- Agostino Gonzaga † (11 de abril de 1537-1557 falleció)
- Gaspare Ricciulli Del Fosso, O.M. † (17 de julio de 1560-28 de diciembre de 1592 falleció)[25]
- Annibale D'Afflitto † (15 de noviembre de 1593-1 de abril de 1638 falleció)
  - Sede vacante (1638-1644)
- Gaspar de Creales Arce † (12 de diciembre de 1644-1658 falleció)
- Matteo di Gennaro † (5 de abril de 1660-21 de enero de 1674 falleció)
- Martín Ibáñez y Villanueva † (27 de mayo de 1675-septiembre de 1695 falleció)
- Giovan Andrea Monreale † (29 de marzo de 1696-julio de 1726 falleció)
- Domingo Polou † (25 de junio de 1727-4 de mayo de 1756 falleció)
- Domenico Zicari † (3 de enero de 1757-22-23 de octubre de 1760 falleció)
- Matteo Gennaro Testa Piccolomini † (6 de abril de 1761-21 de noviembre de 1766 renunció)
- Alberto Maria Capobianco, O.P. † (6 de abril de 1767-9 de junio de 1792 renunció)
  - Sede vacante (1792-1797)
- Bernardo Maria Cenicola, O.F.M.Disc. † (18 de diciembre de 1797-17 de septiembre de 1814 falleció)
  - Sede vacante (1814-1818)
- Alessandro Tommasini † (25 de mayo de 1818-18 de septiembre de 1826 falleció)
- Emanuele Bellorado, O.P. † (28 de enero de 1828-18 de mayo de 1829 nombrado obispo de San Agata de' Goti)
- Leone Ciampa, O.F.M.Disc. † (18 de mayo de 1829-1 de febrero de 1836 nombrado arzobispo de Conza y administrador perpetuo de Campagna)
- Pietro di Benedetto † (11 de julio de 1836-25 de febrero de 1855 falleció)
- Mariano Ricciardi † (28 de septiembre de 1855-24 de noviembre de 1871 nombrado arzobispo de Sorrento)
  - Francesco Saverio Basile † (22 de diciembre de 1871-26 de diciembre de 1871 falleció) (arzobispo electo)[26]
- Francesco Converti, O.F.M.Obs. † (6 de mayo de 1872-14 de marzo de 1888 renunció[nota 22])
- Gennaro Portanova † (16 de marzo de 1888-25 de abril de 1908 falleció)
- Rinaldo Camillo Rousset, O.C.D. † (14 de septiembre de 1909-26 de mayo de 1926 falleció)
- Carmelo Pujia † (11 de febrero de 1927-19 de agosto de 1937 falleció)
- Enrico Montalbetti † (9 de junio de 1938-31 de enero de 1943 falleció)
- Antonio Lanza † (12 de mayo de 1943-23 de junio de 1950 falleció)
- Giovanni Ferro, C.R.S. † (14 de septiembre de 1950-4 de junio de 1977 retirado)
- Aurelio Sorrentino † (4 de junio de 1977-30 de septiembre de 1986 nombrado arzobispo de Regio de Calabria-Bova)

### Sede de Bova
- Luca I † (mencionado en 1094)
- Stefano † (mencionado en 1222)
- Arsenio † (mencionado en 1227)[27]
- Anónimo † (mencionado en 1269)[27]
- Anónimo † (mencionado en 1274/1280)[27]
- Cipriano † (antes de 1291-después de 1298)[27]
- Luca II † (mencionado en 1305)
- Biagio † (?-1341 falleció)
- Nicola, O.S.B.I. † (6 de mayo de 1341-10 de julio de 1342 nombrado obispo de Gerace)
- Andrea † (10 de julio de 1342-? falleció)
- Nicodemo, O.S.B.I. † (24 de julio de 1346-? falleció)
- Basilio I † (1 de abril de 1362-1364 falleció)
- Erasmo, O.S.B.I. † (17 de abril de 1364-? falleció)
- Serafino, O.P. † (27 de abril de 1365-?)[nota 23]
- Guglielmo (o Giuliano) † (5 de diciembre de 1375-? falleció)
  - Giovanni Mela † (7 de mayo de 1384-?) (antiobispo)
- Basilio II † (circa 1384-?)
- Stefano † (?-1405 falleció)
- Gualtiero, O.E.S.A. † (13 de abril de 1405-después de 1414)[nota 24]
  - Pietro I † (24 de febrero de 1410-? falleció) (obispo electo)
  - Giovanni Dominici † (21 de abril de 1412-10 de junio de 1419) (administrador apostólico)
- Pietro II? † (circa 1420)
- Matteo della Scaglia, O.E.S.A. † (12 de abril de 1424-?)
- Filippo Costulfaria † (27 de julio de 1425-1435 falleció)
- Agostino Carapelle, O.E.S.A. † (14 de febrero de 1435-22 de agosto de 1435 falleció)
- Sanzio † (23 de septiembre de 1435-22 de septiembre de 1441 nombrado obispo titular de Sebaste)
- Jacobello, O.F.M. † (22 de septiembre de 1441-1483 falleció)
- Procolo Curiale † (7 de noviembre de 1483-1523 renunció)
- Donato Curiale † (13 de abril de 1524-1549 renunció)
- Achille Brancia † (21 de agosto de 1549-23 de agosto de 1570 renunció)
- Giulio Staurieno, O.F.M. † (19 de marzo de 1571-1577 falleció)
- Giulio, O.P.? † (2 de octubre de 1577-9 de octubre de 1577 falleció)
- Marcello Franci † (9 de octubre de 1577-? falleció)
- Bartolomeo (o Tolomeo) Corsini † (25 de febrero de 1587-1590 o 1592 falleció)
- Giovanni Camerota † (23 de septiembre de 1592-1622 falleció)
- Nicola Maria Madaffari † (2 de mayo de 1622-1627 falleció)
- Fabio Olivadisi † (20 de septiembre de 1627-16 de julio de 1646 nombrado obispo de Catanzaro)
- Martino Megale † (10 de septiembre de 1646-julio de 1656 falleció)
- Bernardino d'Aragona † (19 de febrero de 1657-12 de julio de 1669 falleció)
- Marcantonio Contestabili † (9 de septiembre de 1669-19 de julio de 1699 falleció)
- Francesco Antonio Gaudiosi † (5 de octubre de 1699-febrero de 1714 falleció)
  - Sede vacante (1714-1718)
- Paolo Stabile, O.M. † (8 de junio de 1718-noviembre de 1729 falleció)
- Giuseppe Barone † (23 de diciembre de 1729-5 de marzo de 1731 nombrado obispo de los Marsos)
- Tommaso Giosafat Molina † (9 de abril de 1731-30 de mayo de 1735 falleció)
- Domenico de Marzano † (27 de julio de 1735-24 de junio de 1752 falleció)
- Stefano Morabito † (27 de noviembre de 1752-7 de mayo de 1764 renunció)
- Antonio Spedalieri † (20 de agosto de 1764-3 de abril de 1791 falleció)
- Giuseppe Martini † (26 de marzo de 1792-15 de febrero de 1802 falleció)
  - Sede vacante (1802-1819)
- Nicola Maria Laudisio, C.SS.R. † (4 de junio de 1819-3 de mayo de 1824 nombrado obispo de Policastro)
- Giovanni Corcione † (3 de mayo de 1824-18 de diciembre de 1830 falleció)
- Giuseppe Maria Giove, O.F.M. † (2 de julio de 1832-19 de diciembre de 1834 nombrado obispo de Gallipoli)

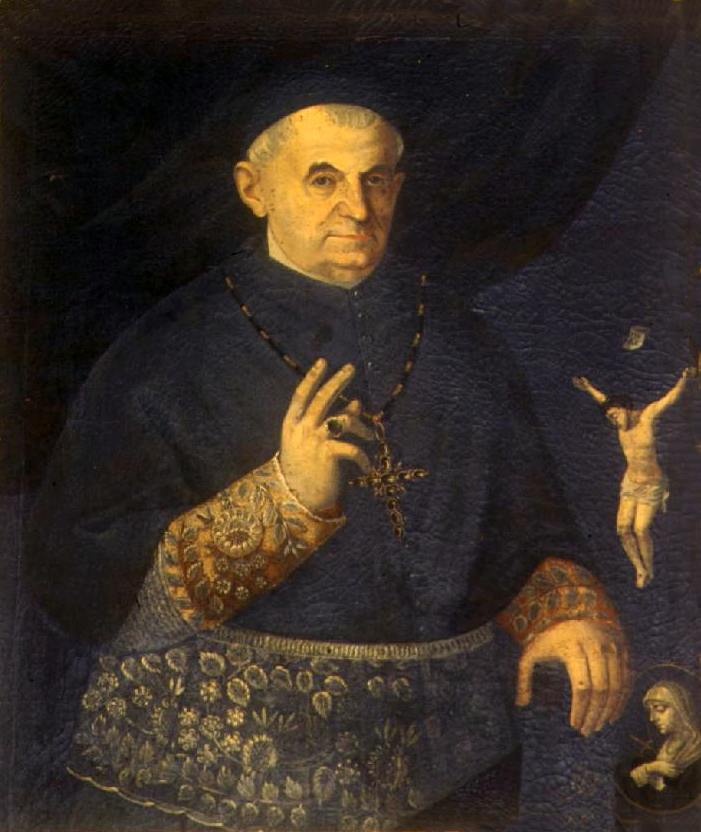
Giuseppe Maria Giove

- Vincenzo Rozzolino † (24 de julio de 1835-28 de septiembre de 1849 nombrado obispo de Caserta)
- Pasquale Taccone † (28 de septiembre de 1849-30 de septiembre de 1850 nombrado obispo de Teramo)
- Raffaele Ferrigno † (17 de febrero de 1851-16 de julio de 1856 nombrado arzobispo de Brindisi)
- Dalmazio D'Andrea, O.F.M.Cap. † (18 de septiembre de 1856-12 de octubre de 1870 falleció)
- Antonio Piterà † (22 de diciembre de 1871-29 de mayo de 1876 renunció[nota 25])
- Nicola de Simone † (20 de marzo de 1877-8 de julio de 1895 falleció)
- Raffaele Rossi † (8 de julio de 1895 por sucesión-14 de diciembre de 1899 nombrado arzobispo de Acerenza y Matera)
- Domenico Pugliatti † (19 de abril de 1900-20 de noviembre de 1914 falleció)
- Paolo Albera † (27 de mayo de 1915-1 de enero de 1921 renunció)
- Andrea Taccone † (3 de marzo de 1923-27 de agosto de 1929 nombrado obispo de Ruvo y Bitonto)
  - Sede vacante (1929-1933)
- Giuseppe Cognata, S.D.B. † (16 de marzo de 1933-5 de enero de 1940 renunció[nota 26])
- Enrico Montalbetti † (12 de marzo de 1941-31 de enero de 1943 falleció)
- Antonio Lanza † (12 de mayo de 1943-23 de junio de 1950 falleció)
- Giovanni Ferro, C.R.S. † (14 de septiembre de 1950-8 de septiembre de 1960 renunció)
- Giuseppe Lenotti † (8 de septiembre de 1960-18 de abril de 1962 nombrado obispo de Foggia)
- Aurelio Sorrentino † (12 de mayo de 1962-30 de noviembre de 1966 nombrado obispo de Potenza y Marsico Nuovo)
  - Sede vacante (1966-1973)
- Giovanni Ferro, C.R.S. † (18 de agosto de 1973-4 de junio de 1977 retirado) (por segunda vez)
- Aurelio Sorrentino † (4 de junio de 1977-30 de septiembre de 1986 nombrado arzobispo de Regio de Calabria-Bova) (por segunda vez)

### Sede de Regio de Calabria-Bova
- Aurelio Sorrentino † (30 de septiembre de 1986-28 de julio de 1990 retirado)
- Vittorio Luigi Mondello (28 de julio de 1990-13 de julio de 2013 retirado)
- Giuseppe Fiorini Morosini, O.M. (13 de julio de 2013-20 de marzo de 2021 retirado)
- Fortunato Morrone, desde el 20 de marzo de 2021

### Para la sede de Regio de Calabria
- (en inglés) Reggio di Calabria, en Catholic Encyclopedia, Nueva York, Encyclopedia Press, 1913.
- (en latín) Ferdinando Ughelli, Italia sacra, vol. IX, segunda edición, Venecia, 1721, col. 315-338
- (en latín) Paul Fridolin Kehr, Italia Pontificia, X, Berlín, 1975, pp. 15-24
- (en italiano) Francesco Lanzoni, Le diocesi d'Italia dalle origini al principio del secolo VII (an. 604), vol. I, Faenza, 1927, pp. 337-339
- (en alemán) Norbert Kamp, Kirche und Monarchie imstaufischenKönigreichSizilien, vol 2, ProsopographischeGrundlegung: Bistümer und BischöfedesKönigreichs 1194 - 1266; Apulien und Kalabrien, Múnich, 1975, pp. 916-936
- (en italiano) Domenico Taccone-Gallucci, Regesti dei Romani Pontefici per le chiese della Calabria, Roma, 1902, pp. 399-402
- (en italiano) Domenico Spanò Bolani, Storia di Reggio di Calabria da' tempi primitivi sino all'anno di Cristo 1797, vol. II, Nápoles, 1857, tabla IV, Cronaca de' vescovi ed arcivescovi di Reggio, pp. 233-253
- (en italiano) Tommaso Rossi, Reggio, en Vincenzio D'Avino, Cenni storici sulle chiese arcivescovili, vescovili, e prelatizie (nullius) del regno delle due Sicilie, Nápoles, 1848, pp. 562-566
- (en italiano) Giuseppe Cappelletti,  Le chiese d'Italia della loro origine sino ai nostri giorni, vol. XXI, Venecia, 1870, pp. 151-164
- (en latín) Pius Bonifacius Gams, Series episcoporum Ecclesiae Catholicae, Graz, 1957, pp. 916-917
- (en latín) Konrad Eubel, Hierarchia Catholica Medii Aevi, vol. 1, p. 418; vol. 2, p. 222; vol. 3, p. 284; vol. 4, p. 294; vol. 5, p. 332; vol. 6, p. 356
- Paolo Bertolini, Bonifacio (1971).  (en italiano). vol. 12. Falta el |título= (ayuda)

### Para la sede de Bova
- (en latín) Ferdinando Ughelli, Italia sacra, vol. IX, segunda edición, Venecia, 1721, col. 338-342
- (en latín) Paul Fridolin Kehr, Italia Pontificia, X, Berlín, 1975, pp. 49-50
- (en italiano) Francesco Lanzoni, Le diocesi d'Italia dalle origini al principio del secolo VII (an. 604), vol. I, Faenza, 1927, p. 344
- (en alemán) Norbert Kamp, Kirche und Monarchie imstaufischenKönigreichSizilien, vol 2, ProsopographischeGrundlegung: Bistümer und BischöfedesKönigreichs 1194 - 1266; Apulien und Kalabrien, Múnich, 1975, pp. 937-938
- (en italiano) Domenico Taccone-Gallucci, Regesti dei Romani Pontefici per le chiese della Calabria, Roma, 1902, pp. 402-404
- (en italiano) Giuseppe Autelitano, Bova, en Vincenzio D'Avino, Cenni storici sulle chiese arcivescovili, vescovili, e prelatizie (nullius) del regno delle due Sicilie, Nápoles, 1848, pp. 74-79
- (en italiano) Giuseppe Cappelletti,  Le chiese d'Italia della loro origine sino ai nostri giorni, vol. XXI, Venecia, 1870, pp. 172-175
- (en latín) Pius Bonifacius Gams, Series episcoporum Ecclesiae Catholicae, Graz, 1957, pp. 860-861
- (en latín) Konrad Eubel, Hierarchia Catholica Medii Aevi, vol. 1, p. 143; vol. 2, p. 109; vol. 3, p. 138; vol. 4, p. 119; vol. 5, p. 125; vol. 6, p. 129